# Багдад (вілаєт)
33°21′00″ пн. ш. 44°25′00″ сх. д. / 33.35° пн. ш. 44.416666666667° сх. д.
Багдадський вілаєт (осман.: ولايت بغداد, тур.: Bağdat Vilâyeti or Beylerbeyliği, араб.: «ولاية بغداد») — вілаєт (провінція) Османської імперії. Столиця — Багдад. Утворено в результаті реформування Багдадського еялету.

## Історія
У ході адміністративної реформи 1864 провінція стала вілаєтом, оскільки до цього іменувалася ейалетом. На початку 20-го століття мав площу 141 160 км².

## Структура
В XVII столітті розділена на округи, найважливіші з яких такі:
- Багдад
- Хіллі
- Зенгабад
- Ремахійе
- Дженгюле
- Джезавер

## Населення
Попередні підсумки першого Османського перепису 1885 (опубліковано в 1908) дали дані про населення до 850 000. Точність показників чисельності населення коливається від наближених до чисто гіпотетичний залежно від регіону, в якому вони були зібрані. більшість становили араби, частково курди та турки.

## Економіка
Основу становило землеробство, а також ремісництво. Багдадський вілаєт був провідним серед інших вілаєтів Месопотамії з вирощування пшениці, кукурудзи, проса, картоплі, овочів, бобових, фруктів та значним їх постачальником на внутрішній ринок Османської імперії та Персії.